# Genlisea guianensis
Genlisea guianensis är en tätörtsväxtart som beskrevs av Nicholas Edward Brown. Genlisea guianensis ingår i släktet Genlisea och familjen tätörtsväxter. Inga underarter finns listade i Catalogue of Life.